# Richard Canary
Richard Douglas Canary (* 1962) ist ein US-amerikanischer Mathematiker, der sich mit niedrigdimensionaler Topologie und Kleinschen Gruppen befasst.
Canary studierte am New College of Florida mit dem Bachelor-Abschluss in Mathematik 1983, an der University of Warwick mit dem Master-Abschluss bei David Epstein 1985 (A boys guide to William P. Thurston) und wurde 1989 an der Princeton University bei William Thurston promoviert (Hyperbolic structures on 3-manifolds with compressible boundaries). 1989 bis 1991 war er Gabor Szegö Assistant Professor an der Stanford University und ab 1991 Assistant Professor, 1996 Associate Professor und 2001 Professor an der University of Michigan.
Canary befasst sich insbesondere mit hyperbolischen Mannigfaltigkeiten in der Tradition des Thurston-Programms.
Mit Jeffrey Brock und Yair Minsky gab er 2004 einen Beweis der Ending Lamination Conjecture von Thurston (unabhängig auch von Mary Rees).
Er befasste sich auch mit Anwendungen der Zahmheits-Vermutung (Tameness Conjecture) von Albert Marden (bewiesen durch Ian Agol, Danny Calegari, David Gabai 2004): er bewies die Ahlfors Vermutung für Kleinsche Gruppen im Fall topologisch zahmer Gruppen (1993), woraus mit der Zahmheitsvermutung die allgemeine Ahlfors-Vermutung folgt (siehe Kleinsche Gruppe).
Er war unter anderem Gastwissenschaftler am Institut Henri Poincaré, am MSRI, an der Ecole Normale Superieure de Lyon, in Toulouse und an der University of Southampton.
1993 bis 1997 war er Sloan Research Fellow. Er ist Fellow der American Mathematical Society.
Er ist der Sohn des Anglisten Robert H. Canary (Professor an der University of Wisconsin-Parkside).

## Schriften
- Herausgeber mit David Epstein, Albert Marden Fundamentals of Hyperbolic Manifolds: Selected Expositions, London Mathematical Society Lecture Note Series 328, Cambridge University Press, 2006 (darin mit Epstein, P. Green Notes on notes of Thurston, ein Reprint von 1987[4])
- On the Laplacian and geometry of 3-manifolds, J. Differential Geometry, Band 36, 1992, S. 349–367
- Covering theorems for hyperbolic 3-manifolds, Proceedings of Low-Dimensional Topology, International Press, 1994, 21–30.
- A covering theorem for hyperbolic 3-manifolds and its applications, Topology, Band 35, 1996, S. 751–778.
- Ends of hyperbolic 3-manifolds, Journal AMS, Band 6, 1993, S. 1–35
- mit Jim Anderson: Algebraic limits of Kleinian groups which rearrange the pages of a book. Invent. Math. 126 (1996), no. 2, 205–214.
- Pushing the boundary, in In the tradition of Ahlfors and Bers III, Contemporary Mathematics 355, 2004, S. 109–121
- mit Minsky On limits of tame hyperbolic 3-manifolds, J. Diff. Geom., Band 43, 1996, S. 1–41
- mit Jim Anderson, Darryl McCullough On the topology of deformation spaces of Kleinian groups, Annals of Mathematics, Band 152, 2000, S. 693–741
- mit McCullough Homotopy equivalences of 3-manifolds and deformation theory of Kleinian groups, Memoirs AMS 172, 2004
- mit Brock, Minsky: The classification of Kleinian surface groups, II: The ending lamination conjecture. Ann. of Math. (2) 176 (2012), no. 1, 1–149.
- mit Bridgeman, Labourie, Sambarino: The pressure metric for Anosov representations. Geom. Funct. Anal. 25 (2015), no. 4, 1089–1179.